# Linia kolejowa 87a Füzesabony – Eger
Linia kolejowa Füzesabony – Eger – linia kolejowa na Węgrzech. Jest to linia jednotorowa, z zelektryfikowana.

## Historia
Linia została oddana w 3 listopada1872 roku.